# Chroicoptera
Chroicoptera es un género de mantis de la familia Mantidae.

## Especies
Las especies de este género son:
- Chroicoptera longa
- Chroicoptera saussurei
- Chroicoptera vidua